# Bandera del Municipio Leonardo Infante
La Bandera de Valle de la Pascua es el estandarte oficial tanto del Municipio Leonardo Infante como de la Ciudad de Valle de la Pascua. Fue adoptada el 6 de septiembre de 2017 de acuerdo a la Gaceta Municipal Ordinaria Nº 0465; La bandera tiene una proporción de 2:3 y está constituida por tres franjas verticales de igual tamaño de colores verde, blanco y amarillo, con dos estrellas en la franja del centro que representan las dos parroquias que conforman el municipio.

## Simbolismo
De acuerdo a la cámara municipal y el diseñador, los colores y las estrellas conformantes de la bandera tienen los siguientes significados:
- Verde: simboliza la naturaleza, la flora y la agricultura del municipio.

- Blanco: simboliza las garzas, el liquilique y los derivados lácteos que se producen en la zona.

- Amarillo:  simboliza el araguaney y los frutos  mango y maíz; también representa el sol radiante que nos ilumina”.

- En la franja central están dos estrellas que representan las dos parroquias del municipio.